# Fuyu no hi
Fuyu no hi (冬の日?, Giorni d'inverno) è un film collettivo d'animazione giapponese del 2003 composto da 36 cortometraggi diretti da 35 personalità del cinema mondiale d'animazione coordinate da Kihachirō Kawamoto.

## Registi
- Yūko Asano
- Mark Baker
- Pojar Bretislav
- Katsushi Bowda
- Jacques Drouin
- Hal Fukushima
- Taku Furukawa
- Seiichi Hayashi
- Norio Hikone
- Co Hoedeman
- Ikif
- Sonoko Ishida
- Takuya Ishida
- Azuru Isshiki
- Yūichi Itō
- Masahiro Katayama
- Kihachirō Kawamoto
- Tokumitsu Kifune
- Yōichi Kotabe
- Yōji Kuri
- Keita Kurosaka
- Masaaki Mori
- Noriko Morita
- Taro Naka
- Tatsutoshi Nomura
- Jurij Norštejn
- Fumio Ohi
- Reiko Okuyama
- Aleksandr Petrov
- Raoul Servais
- Tatsuo Shimamura
- Shinichi Suzuki
- Isao Takahata
- Bairong Wang
- Maya Urumadelvi Yoneshō
- Kōji Yamamura
- Reiko Yokosura
- Fusako Yusaki